# امبتنا
امبتنا (به لاتین: Ambetenna) یک منطقهٔ مسکونی در سری‌لانکا است که در استان مرکزی (سری‌لانکا) واقع شده‌است.